# Franco (transport)
Franco – wciąż stosowana (głównie w transporcie lokalnym, w mowie potocznej) formuła handlowa oznaczająca, że sprzedający wydaje towar kupującemu w miejscu przeznaczenia, pokrywając koszty jego pakowania, załadunku oraz nadania do miejsca przeznaczenia. Miejscem przeznaczenia (nadania) towaru może być wskazany przez kupującego: magazyn, terminal lub statek. Najbliższymi odpowiednikami według incoterms są: CPT (Carriage Paid To), FOB (Free on Board).
Terminy Franco / Loco
Formuła handlowa Franco jest powszechnie mylona z formułą Loco. Poprawne użycie obu formuł ilustruje następujący przykład:
Kupujący nabywa materiały budowlane w składzie budowlanym. Miejscem przeznaczenia towaru jest plac budowy.
- Loco skład budowlany - sprzedający wydaje towar do dyspozycji przewoźnika podstawionego przez kupującego
- Franco plac budowy - sprzedający dostarcza towar na plac budowy wskazany przez kupującego.